# Prionodontidae
Prionodontidae (Прионодонтидае — „тестераси зуби”) је породица мачколиких звијери из натпородице Feloidea. Ову породицу сисара чине род Prionodon (унутар потпородице Prionodontinae) и изумрли род Palaeoprionodon. Стручни назив за чланове ове породице сисара је прионодонтиди.

## Етимологија назива
Назив ове породице води поријекло од:
- типског рода Prionodon,
- и таксономског наставка -idae.

## Систематика

### Класификација
[† - ознака за изумрли таксон]
Класификација породице Prionodontidae:
- Породица: Prionodontidae[5]
  - Род: †Palaeoprionodon
    - †Palaeoprionodon lamandini
    - †Palaeoprionodon mutabilis

  - Потпородица: Prionodontinae
    - Род: Prionodon (азијски линсанг)
      - Подрод: Pardictis
        - Prionodon pardicolor (пјегави линсанг)

      - Подрод: Prionodon
        - Prionodon linsang (пругасти линсанг)

### Филогенетско стабло
Доље приказан кладограм представља филогенетске везе породице Prionodontidae.

|  | \| \| [[Мачке\\|Felidae (sensu stricto)]] \| \| \| \| \| \| †Stenogale \| \| \| \| \| \| †Viretictis \| \| \| \| |
|  | |
|  | †Barbourofelidae                                                                                                 |
|  | |
|  | [[Мачке\|Felidae (sensu stricto)]]                                                                               |
|  | |
|  | †Stenogale |
|  | |
|  | †Viretictis |
|  | |

|  | [[Мачке\|Felidae (sensu stricto)]] |
|  |                                    |
|  | †Stenogale                         |
|  |                                    |
|  | †Viretictis                        |
|  |                                    |

|  | \| \| [[Мачке\\|Felidae (sensu stricto)]] \| \| \| \| \| \| †Stenogale \| \| \| \| \| \| †Viretictis \| \| \| \| |
|  | |
|  | †Barbourofelidae                                                                                                 |
|  | |
|  | [[Мачке\|Felidae (sensu stricto)]]                                                                               |
|  | |
|  | †Stenogale |
|  | |
|  | †Viretictis |
|  | |

|  | [[Мачке\|Felidae (sensu stricto)]] |
|  |                                    |
|  | †Stenogale                         |
|  |                                    |
|  | †Viretictis                        |
|  |                                    |

|  | †Palaeoprionodon lamandini |
|  |                            |
|  | †Palaeoprionodon mutabilis |
|  |                            |

| Prionodon   | \| (Prionodon) \| Prionodon linsang \| \| \| Prionodon linsang \| \| (Pardictis) \| Prionodon pardicolor \| \| \| Prionodon pardicolor \| |
|             | \| (Prionodon) \| Prionodon linsang \| \| \| Prionodon linsang \| \| (Pardictis) \| Prionodon pardicolor \| \| \| Prionodon pardicolor \| |
| (Prionodon) | Prionodon linsang |
|             | Prionodon linsang |
| (Pardictis) | Prionodon pardicolor |
|             | Prionodon pardicolor |

| (Prionodon) | Prionodon linsang    |
|             | Prionodon linsang    |
| (Pardictis) | Prionodon pardicolor |
|             | Prionodon pardicolor |

|  | †Palaeoprionodon lamandini |
|  |                            |
|  | †Palaeoprionodon mutabilis |
|  |                            |

| Prionodon   | \| (Prionodon) \| Prionodon linsang \| \| \| Prionodon linsang \| \| (Pardictis) \| Prionodon pardicolor \| \| \| Prionodon pardicolor \| |
|             | \| (Prionodon) \| Prionodon linsang \| \| \| Prionodon linsang \| \| (Pardictis) \| Prionodon pardicolor \| \| \| Prionodon pardicolor \| |
| (Prionodon) | Prionodon linsang |
|             | Prionodon linsang |
| (Pardictis) | Prionodon pardicolor |
|             | Prionodon pardicolor |

| (Prionodon) | Prionodon linsang    |
|             | Prionodon linsang    |
| (Pardictis) | Prionodon pardicolor |
|             | Prionodon pardicolor |

|  | †Palaeoprionodon lamandini |
|  |                            |
|  | †Palaeoprionodon mutabilis |
|  |                            |

| Prionodon   | \| (Prionodon) \| Prionodon linsang \| \| \| Prionodon linsang \| \| (Pardictis) \| Prionodon pardicolor \| \| \| Prionodon pardicolor \| |
|             | \| (Prionodon) \| Prionodon linsang \| \| \| Prionodon linsang \| \| (Pardictis) \| Prionodon pardicolor \| \| \| Prionodon pardicolor \| |
| (Prionodon) | Prionodon linsang |
|             | Prionodon linsang |
| (Pardictis) | Prionodon pardicolor |
|             | Prionodon pardicolor |

| (Prionodon) | Prionodon linsang    |
|             | Prionodon linsang    |
| (Pardictis) | Prionodon pardicolor |
|             | Prionodon pardicolor |

|  | †Palaeoprionodon lamandini |
|  |                            |
|  | †Palaeoprionodon mutabilis |
|  |                            |

| Prionodon   | \| (Prionodon) \| Prionodon linsang \| \| \| Prionodon linsang \| \| (Pardictis) \| Prionodon pardicolor \| \| \| Prionodon pardicolor \| |
|             | \| (Prionodon) \| Prionodon linsang \| \| \| Prionodon linsang \| \| (Pardictis) \| Prionodon pardicolor \| \| \| Prionodon pardicolor \| |
| (Prionodon) | Prionodon linsang |
|             | Prionodon linsang |
| (Pardictis) | Prionodon pardicolor |
|             | Prionodon pardicolor |

| (Prionodon) | Prionodon linsang    |
|             | Prionodon linsang    |
| (Pardictis) | Prionodon pardicolor |
|             | Prionodon pardicolor |

|  | †Palaeoprionodon lamandini |
|  |                            |
|  | †Palaeoprionodon mutabilis |
|  |                            |

| Prionodon   | \| (Prionodon) \| Prionodon linsang \| \| \| Prionodon linsang \| \| (Pardictis) \| Prionodon pardicolor \| \| \| Prionodon pardicolor \| |
|             | \| (Prionodon) \| Prionodon linsang \| \| \| Prionodon linsang \| \| (Pardictis) \| Prionodon pardicolor \| \| \| Prionodon pardicolor \| |
| (Prionodon) | Prionodon linsang |
|             | Prionodon linsang |
| (Pardictis) | Prionodon pardicolor |
|             | Prionodon pardicolor |

| (Prionodon) | Prionodon linsang    |
|             | Prionodon linsang    |
| (Pardictis) | Prionodon pardicolor |
|             | Prionodon pardicolor |

|  | †Palaeoprionodon lamandini |
|  |                            |
|  | †Palaeoprionodon mutabilis |
|  |                            |

| Prionodon   | \| (Prionodon) \| Prionodon linsang \| \| \| Prionodon linsang \| \| (Pardictis) \| Prionodon pardicolor \| \| \| Prionodon pardicolor \| |
|             | \| (Prionodon) \| Prionodon linsang \| \| \| Prionodon linsang \| \| (Pardictis) \| Prionodon pardicolor \| \| \| Prionodon pardicolor \| |
| (Prionodon) | Prionodon linsang |
|             | Prionodon linsang |
| (Pardictis) | Prionodon pardicolor |
|             | Prionodon pardicolor |

| (Prionodon) | Prionodon linsang    |
|             | Prionodon linsang    |
| (Pardictis) | Prionodon pardicolor |
|             | Prionodon pardicolor |

|  | †Palaeoprionodon lamandini |
|  |                            |
|  | †Palaeoprionodon mutabilis |
|  |                            |

| Prionodon   | \| (Prionodon) \| Prionodon linsang \| \| \| Prionodon linsang \| \| (Pardictis) \| Prionodon pardicolor \| \| \| Prionodon pardicolor \| |
|             | \| (Prionodon) \| Prionodon linsang \| \| \| Prionodon linsang \| \| (Pardictis) \| Prionodon pardicolor \| \| \| Prionodon pardicolor \| |
| (Prionodon) | Prionodon linsang |
|             | Prionodon linsang |
| (Pardictis) | Prionodon pardicolor |
|             | Prionodon pardicolor |

| (Prionodon) | Prionodon linsang    |
|             | Prionodon linsang    |
| (Pardictis) | Prionodon pardicolor |
|             | Prionodon pardicolor |

|  | †Palaeoprionodon lamandini |
|  |                            |
|  | †Palaeoprionodon mutabilis |
|  |                            |

| Prionodon   | \| (Prionodon) \| Prionodon linsang \| \| \| Prionodon linsang \| \| (Pardictis) \| Prionodon pardicolor \| \| \| Prionodon pardicolor \| |
|             | \| (Prionodon) \| Prionodon linsang \| \| \| Prionodon linsang \| \| (Pardictis) \| Prionodon pardicolor \| \| \| Prionodon pardicolor \| |
| (Prionodon) | Prionodon linsang |
|             | Prionodon linsang |
| (Pardictis) | Prionodon pardicolor |
|             | Prionodon pardicolor |

| (Prionodon) | Prionodon linsang    |
|             | Prionodon linsang    |
| (Pardictis) | Prionodon pardicolor |
|             | Prionodon pardicolor |

|  | \| \| [[Мачке\\|Felidae (sensu stricto)]] \| \| \| \| \| \| †Stenogale \| \| \| \| \| \| †Viretictis \| \| \| \| |
|  | |
|  | †Barbourofelidae                                                                                                 |
|  | |
|  | [[Мачке\|Felidae (sensu stricto)]]                                                                               |
|  | |
|  | †Stenogale |
|  | |
|  | †Viretictis |
|  | |

|  | [[Мачке\|Felidae (sensu stricto)]] |
|  |                                    |
|  | †Stenogale                         |
|  |                                    |
|  | †Viretictis                        |
|  |                                    |

|  | \| \| [[Мачке\\|Felidae (sensu stricto)]] \| \| \| \| \| \| †Stenogale \| \| \| \| \| \| †Viretictis \| \| \| \| |
|  | |
|  | †Barbourofelidae                                                                                                 |
|  | |
|  | [[Мачке\|Felidae (sensu stricto)]]                                                                               |
|  | |
|  | †Stenogale |
|  | |
|  | †Viretictis |
|  | |

|  | [[Мачке\|Felidae (sensu stricto)]] |
|  |                                    |
|  | †Stenogale                         |
|  |                                    |
|  | †Viretictis                        |
|  |                                    |

|  | †Palaeoprionodon lamandini |
|  |                            |
|  | †Palaeoprionodon mutabilis |
|  |                            |

| Prionodon   | \| (Prionodon) \| Prionodon linsang \| \| \| Prionodon linsang \| \| (Pardictis) \| Prionodon pardicolor \| \| \| Prionodon pardicolor \| |
|             | \| (Prionodon) \| Prionodon linsang \| \| \| Prionodon linsang \| \| (Pardictis) \| Prionodon pardicolor \| \| \| Prionodon pardicolor \| |
| (Prionodon) | Prionodon linsang |
|             | Prionodon linsang |
| (Pardictis) | Prionodon pardicolor |
|             | Prionodon pardicolor |

| (Prionodon) | Prionodon linsang    |
|             | Prionodon linsang    |
| (Pardictis) | Prionodon pardicolor |
|             | Prionodon pardicolor |

|  | †Palaeoprionodon lamandini |
|  |                            |
|  | †Palaeoprionodon mutabilis |
|  |                            |

| Prionodon   | \| (Prionodon) \| Prionodon linsang \| \| \| Prionodon linsang \| \| (Pardictis) \| Prionodon pardicolor \| \| \| Prionodon pardicolor \| |
|             | \| (Prionodon) \| Prionodon linsang \| \| \| Prionodon linsang \| \| (Pardictis) \| Prionodon pardicolor \| \| \| Prionodon pardicolor \| |
| (Prionodon) | Prionodon linsang |
|             | Prionodon linsang |
| (Pardictis) | Prionodon pardicolor |
|             | Prionodon pardicolor |

| (Prionodon) | Prionodon linsang    |
|             | Prionodon linsang    |
| (Pardictis) | Prionodon pardicolor |
|             | Prionodon pardicolor |

|  | †Palaeoprionodon lamandini |
|  |                            |
|  | †Palaeoprionodon mutabilis |
|  |                            |

| Prionodon   | \| (Prionodon) \| Prionodon linsang \| \| \| Prionodon linsang \| \| (Pardictis) \| Prionodon pardicolor \| \| \| Prionodon pardicolor \| |
|             | \| (Prionodon) \| Prionodon linsang \| \| \| Prionodon linsang \| \| (Pardictis) \| Prionodon pardicolor \| \| \| Prionodon pardicolor \| |
| (Prionodon) | Prionodon linsang |
|             | Prionodon linsang |
| (Pardictis) | Prionodon pardicolor |
|             | Prionodon pardicolor |

| (Prionodon) | Prionodon linsang    |
|             | Prionodon linsang    |
| (Pardictis) | Prionodon pardicolor |
|             | Prionodon pardicolor |

|  | †Palaeoprionodon lamandini |
|  |                            |
|  | †Palaeoprionodon mutabilis |
|  |                            |

| Prionodon   | \| (Prionodon) \| Prionodon linsang \| \| \| Prionodon linsang \| \| (Pardictis) \| Prionodon pardicolor \| \| \| Prionodon pardicolor \| |
|             | \| (Prionodon) \| Prionodon linsang \| \| \| Prionodon linsang \| \| (Pardictis) \| Prionodon pardicolor \| \| \| Prionodon pardicolor \| |
| (Prionodon) | Prionodon linsang |
|             | Prionodon linsang |
| (Pardictis) | Prionodon pardicolor |
|             | Prionodon pardicolor |

| (Prionodon) | Prionodon linsang    |
|             | Prionodon linsang    |
| (Pardictis) | Prionodon pardicolor |
|             | Prionodon pardicolor |

|  | †Palaeoprionodon lamandini |
|  |                            |
|  | †Palaeoprionodon mutabilis |
|  |                            |

| Prionodon   | \| (Prionodon) \| Prionodon linsang \| \| \| Prionodon linsang \| \| (Pardictis) \| Prionodon pardicolor \| \| \| Prionodon pardicolor \| |
|             | \| (Prionodon) \| Prionodon linsang \| \| \| Prionodon linsang \| \| (Pardictis) \| Prionodon pardicolor \| \| \| Prionodon pardicolor \| |
| (Prionodon) | Prionodon linsang |
|             | Prionodon linsang |
| (Pardictis) | Prionodon pardicolor |
|             | Prionodon pardicolor |

| (Prionodon) | Prionodon linsang    |
|             | Prionodon linsang    |
| (Pardictis) | Prionodon pardicolor |
|             | Prionodon pardicolor |

|  | †Palaeoprionodon lamandini |
|  |                            |
|  | †Palaeoprionodon mutabilis |
|  |                            |

| Prionodon   | \| (Prionodon) \| Prionodon linsang \| \| \| Prionodon linsang \| \| (Pardictis) \| Prionodon pardicolor \| \| \| Prionodon pardicolor \| |
|             | \| (Prionodon) \| Prionodon linsang \| \| \| Prionodon linsang \| \| (Pardictis) \| Prionodon pardicolor \| \| \| Prionodon pardicolor \| |
| (Prionodon) | Prionodon linsang |
|             | Prionodon linsang |
| (Pardictis) | Prionodon pardicolor |
|             | Prionodon pardicolor |

| (Prionodon) | Prionodon linsang    |
|             | Prionodon linsang    |
| (Pardictis) | Prionodon pardicolor |
|             | Prionodon pardicolor |

|  | †Palaeoprionodon lamandini |
|  |                            |
|  | †Palaeoprionodon mutabilis |
|  |                            |

| Prionodon   | \| (Prionodon) \| Prionodon linsang \| \| \| Prionodon linsang \| \| (Pardictis) \| Prionodon pardicolor \| \| \| Prionodon pardicolor \| |
|             | \| (Prionodon) \| Prionodon linsang \| \| \| Prionodon linsang \| \| (Pardictis) \| Prionodon pardicolor \| \| \| Prionodon pardicolor \| |
| (Prionodon) | Prionodon linsang |
|             | Prionodon linsang |
| (Pardictis) | Prionodon pardicolor |
|             | Prionodon pardicolor |

| (Prionodon) | Prionodon linsang    |
|             | Prionodon linsang    |
| (Pardictis) | Prionodon pardicolor |
|             | Prionodon pardicolor |

|  | †Palaeoprionodon lamandini |
|  |                            |
|  | †Palaeoprionodon mutabilis |
|  |                            |

| Prionodon   | \| (Prionodon) \| Prionodon linsang \| \| \| Prionodon linsang \| \| (Pardictis) \| Prionodon pardicolor \| \| \| Prionodon pardicolor \| |
|             | \| (Prionodon) \| Prionodon linsang \| \| \| Prionodon linsang \| \| (Pardictis) \| Prionodon pardicolor \| \| \| Prionodon pardicolor \| |
| (Prionodon) | Prionodon linsang |
|             | Prionodon linsang |
| (Pardictis) | Prionodon pardicolor |
|             | Prionodon pardicolor |

| (Prionodon) | Prionodon linsang    |
|             | Prionodon linsang    |
| (Pardictis) | Prionodon pardicolor |
|             | Prionodon pardicolor |